# Tous les maris mentent
Pour plus de détails, voir Fiche technique et Distribution.
Tous les maris mentent (An Innocent Affair) est un film américain en noir et blanc réalisé par Lloyd Bacon, sorti en 1948.

## Synopsis
Vincent Doane est un homme d'affaires occupé qui néglige sa femme Paula pour poursuivre une transaction qu'il gère pour le compte de son ex-petite amie Margot Fraser. Il a décidé de n'en rien dire à Paula car il craint qu'elle ne se méprenne. L'épouse pense cependant que Vincent a une maîtresse, et elle contacte une agence spécialisée pour qu'elle lui envoie un acteur qui devra faire semblant de la courtiser afin de rendre Vincent jaloux. Mais un quiproquo survient car l’acteur, qui n'a jamais vu Paula, se trompe de cliente. Quant à Paula, elle prend un riche cigarettier pour l'acteur, et feint de se laisser séduire par lui sous les yeux de son mari...

## Fiche technique
- Titre français : Tous les maris mentent
- Titre original : An Innocent Affair
- Réalisation : Lloyd Bacon
- Scénario : Lou Breslow, Joseph Hoffman (en)
- Direction artistique : Ernst Fegté
- Décors : Jacques Mapes
- Costumes : Athena
- Photographie : Edward Cronjager
- Son : William Lynch
- Montage : Fred W. Berger
- Musique : Hans J. Salter
- Production : James Nasser
- Société de production : James Nasser Productions Inc.
- Société de distribution : United Artists
- Pays d'origine : États-Unis
- Langue originale : anglais
- Format : noir et blanc — 35 mm — 1.37:1 — son monophonique
- Genre : Comédie romantique
- Durée : 90 min
- Date de sortie :
  - États-Unis : 28 septembre 1948
  - France : 4 août 1950

## Distribution
- Fred MacMurray : Vincent Doane
- Madeleine Carroll : Paula Doane
- Charles 'Buddy' Rogers : Claude Kimball
- Rita Johnson : Eve Lawrence
- Louise Allbritton : Margot Fraser
- Alan Mowbray : Ken St. Clair
- Michael Romanoff : le maître d'hôtel du salon vénitien
- Pierre Watkin : T.D. Hendricks
- William Tannen : Gaylord
- James Seay : Lester Burnley
- Matt McHugh : Ted Burke
- Marie Blake : Hilda, la domestique
- Susan Miller (actrice) : le chanteur du salon vénitien
- Anne Nagel : Gladys, la réceptionniste
- Eddie Le Baron : le chef d'orchestre du salon vénitien
- Jane Weeks : Doris
- Jack Chefe : le serveur du salon vénitien (non crédité)
- Gino Corrado : le serveur du salon vénitien (non crédité)
- Bess Flowers : une convive du salon Rocket  (non créditée)
- Barry Norton :  patron du salon Rocket (non crédité)

## Source
- Tous les maris mentent sur Encyclociné